# Język bodo
Język bodo, boro (बोड़ो) – język z grupy bodo-naga-kachin w ramach rodziny chińsko-tybetańskiej, używany przez lud Bodo w północno-wschodniej części Indii, w Nepalu i Bangladeszu. Zgodnie z konstytucją indyjską posiada status języka urzędowego w stanie Asam. Obecnie zapisywany zazwyczaj w dewanagari, w przeszłości w alfabecie bengalskim lub łacińskim.
Jest blisko spokrewniony z językami dimasa w Asamie, garo w Meghalai oraz kokborok w Tripurze. Dzieli się z grubsza na trzy grupy dialektalne, przy czym dialekt zachodni służy jako standard.